# Heterobabrius
Genre
Heterobabrius est un genre d'opilions laniatores à l'appartenance familiale incertaine.

## Distribution
Les espèces de ce genre se rencontrent à Singapour et en Malaisie.

## Liste des espèces
Selon World Catalogue of Opiliones (25/10/2021) :
- Heterobabrius atroluteus Roewer, 1915
- Heterobabrius granulatus Roewer, 1927

## Publication originale
- Roewer, 1915 : « Neue Opiliones aus dem ungarischen National-Museum in Budapest. » Annales Historico-Naturales Musei Nationalis Hungarici, vol. 13, p. 215–223 (texte intégral).